# Жупанија Ђурђу
Жупанија Ђурђу (рум. Judeţul Giurgiu) је жупанија у Румунији, у њеном јужном делу. Управно средиште жупаније је град Ђурђу, а важан је и град Болинтин-Вале.

## Положај
Ђурђу је погранична жупанија ка Бугарској ка југу. Са других стана окружују је следеће жупаније:
- ка северу: Дамбовица
- ка североистоку: Илфов
- ка истоку: Калараши
- ка западу: Телеорман

## Природни услови
Жупанија Ђурђу је у Влашкој и то у њеној ужој покрајини Мунтенији. Жупанија обухвата приобаље Дунава у Влашкој низији, који жупанију дели од суседне Бугарске. У крајње источном делу налази се ушће реке Арђеш. Жупанија има потпуно равничарски карактер.

## Становништво
| 1948.   | 1956.   | 1966.   | 1977.   | 1992.   | 2002.   | 2011.   | 2021.   |
| ------- | ------- | ------- | ------- | ------- | ------- | ------- | ------- |
| 313.793 | 325.045 | 320.120 | 327.494 | 313.352 | 297.859 | 281.422 | 262.066 |

Према попису из 2021. године, жупанија Ђурђу је имала 262.066 становника што је за 19.356 мање (-6,88%) у односу на 2011. када је на попису било 281.422 становника. По броју становника је 35. највећа од 41 румунске жупаније (36. рачунајући и Букурешт).
Према последњем попису из 2021. године, већину становништва чинили су Румуни (85,31%), а од мањина највише је било Рома (4,57%). У свим административно-територијалним јединицама већину су чинили Румуни.
| Етнички састав према попису из 2021.‍ | Етнички састав према попису из 2021.‍ | Етнички састав према попису из 2021.‍ | Етнички састав према попису из 2021.‍ | Етнички састав према попису из 2021.‍ |
| ------------------------------------ | ------------------------------------ | ------------------------------------ | ------------------------------------ | ------------------------------------ |
|                                      |                                      |                                      |                                      |                                      |
| Румуни                               | Румуни                               |                                      | 223.571                              | 85,31%                               |
| Роми                                 | Роми                                 |                                      | 11.964                               | 4,57%                                |
| Остали                               | Остали                               |                                      | 471                                  | 0,18%                                |
| Непознато                            | Непознато                            |                                      | 26.060                               | 9,94%                                |